# Conocephalaceae
Conocephalaceae é uma família de hepáticas pertencentes à ordem Marchantiales, classe Marchantiopsida.
Esta família tem apenas um género: Conocephalum.

## Espécies
- Conocephalum conicum